# Словенизација
Словенизација је прихватање словенског језика и обичаја, давање словенског облик, карактера некоме или нечему. Другим ријечима, поступак културне асимилације несловенских народа, који постепено мијењају етнички идентитет, усвајају словенску културу, употреба страних ријечи на словенски начин, са изобличењем њиховог изговора или значења, употреба словенског језика у свим областима како би потиснули стране језике.
Словенизација се јавља у стању када словенски идентитет почиње јасно да доминира у друштву, а усвајање словенског језика повезује се са повећањем сопственог престижа, друштвеног статуса итд. Од 4. до 7. вијека одвијала се друга „Велика сеоба народа”. Из своје прадомовине током овог периода, дио Словена започео је масовну сеобу на југ Европе, а као резултат асимилације мјесног становништва појавили су се Јужни Словени. Од Словена, који су населили територију од Лабе до Карпата, настали су Западни Словени. Трећи дио Словена, који се кретао од прапостојбине на сјевер кроз Полеску низију и на сјевероисток у међурјечје Волге и Оке, представљао је источни огранак Словена, који је успут асимиловао Балте и Угрофинце.
Примјер словенизације је промјена етничког састава на Балкану послије доласка Словена у 5—7. вијеку. Многа племена која су насељавала ову територију постала су словенска (нпр. Трачани) и усвојила словенски језик као свој, као и словенска вјеровања и обичаје. Ипак, словенизовани народи су задржали извјесне трагове дотадашње културе, било у језику (нпр. извјестан број ријечи непознатог, а у сваком случају несловенског поријекла у бугарском језику), било у традицији (нпр. нестинарство, обред ходања босоног по ватри, који представља одјек древних паганских култова).
У 8—9. вијеку почело је масовно насељавање Словена у земље Балта. Као резултат словенско-балтичке интеракције, која је трајала до 12—13. вијека, настале су нове словенске заједнице: Кривичи, Дреговичи и Радимичи. Поступак словенизације Балта био је трајан и обично насилан. Словенизација је, по правилу, ишла кроз културну експанзију и прелазак Балта на словенску самоидентификацију и словенски матерњи језик. Културни фактор Балта, остаци балтичких дијалеката, одјећа, фолклор, елементи психологије — саставни су дио савремене бјелоруске културе и идентитета.